# Zwarte steenloper
De zwarte steenloper (Arenaria melanocephala) is een vogel uit de familie Scolopacidae (Strandlopers en snippen).

## Verspreiding en leefgebied
Deze soort komt voor aan de kusten van Alaska en overwintert van zuidoostelijk Alaska tot noordwestelijk Mexico.